# Алиева, Фатьма
Фатьма Алиева (азерб. Fatma Əliyeva; род. 1962, Азербайджанская ССР) — советский азербайджанский машиностроитель, лауреат премии Ленинского комсомола (1988).

## Биография
Родилась в 1962 году. 
Обучалась в Азербайджанском политехническом институте.
С 1981 года — фрезеровщица машиностроительного завода имени Ф. Э. Дзержинского, расположенного в пгт Сураханы Бакинского городского совета.
Проявила себя передовой работницей на предприятии, достигла успехов в выполнении производственных заданий двенадцатой пятилетки (1986—1990). Успешно овладев техникой работы на фрезерном станке, достигла высокой производительности, выполняя дневную норму на 120—130 процентов. Занималась рационализаторской деятельностью. За успехи удостоена медалей СССР, Почетной грамоты Президиума Верховного Совета Азербайджанской ССР.
Активно участвовала в общественно-политической жизни предприятия, состояла в ВЛКСМ, избиралась членом комсомольского комитета предприятия и Орджоникидзевского района города Баку.